# Jean-Toussaint Desanti
Jean-Toussaint Desanti (8 de octubre de 1914, Ajaccio - 20 de enero de 2002, París) fue un educador y filósofo francés de inspiración marxista, conocido por su trabajo sobre filosofía de las matemáticas y fenomenología.

## Biografía

### Inicios
Hijo de Jean-François Desanti y Marie-Paule Colonna, nació en Ajaccio el 8 de octubre de 1914. A los 9 años, y por influencia de su padre, se inició en la lectura de textos clásicos en latín y griego antiguo, hábito que mantendría durante toda su vida. Curso sus estudios secundarios en el Collège Fesch. Durante su juventud empezó a leer filosofía, siendo sus primeras pasiones Henri Bergson e Immanuel Kant. En 1926, Desanti hace la primera comunión en la catedral de Ajaccio. Si bien ya había perdido la fe, se volvió monaguillo como era costumbre entre las familias de clase media de su comunidad. Durante su último año de filosofía, en 1932, Desanti fue galardonado con el primer premio de filosofía e historia y geografía. En junio aprueba el bachillerato de filosofía. Entonces duda entre medicina o filosofía. En ambos casos podía obtener una beca. Finalmente, se decantó por filosofía. A continuación cursa dos años de hypokhâgne y khâgne en el Lycée Thiers de Marsella. Allí, recibiría clases de Jean Guéhenno y conocería a François Cuzin y Pierre Hervé.

### Etapa universitaria y lucha política
En 1935 ingresa en la Escuela Normal Superior y se forma en filosofía de las matemáticas con Jean Cavaillès. En la ENS conocería a sus futuros amigos Maurice Clavel y Laurent Schwart, a la vez que conocería en el baile escolar a Dominique Persky, con quien se casaría el 21 de diciembre de 1937. Maurice Merleau-Ponty le introduciría en la fenomenología. Desanti creía que una filosofía de la conciencia por sí sola no podría producir una teoría científica. En razón de ello, dedicó sus esfuerzos a fundar una epistemología no husserliana, sin abandonar el uso de la fenomenología. Durante la Segunda Guerra Mundial, fue miembro de la resistencia francesa. Durante estos años, y por influencia del filósofo Bernard Groethuysen, Desanti tomaría contacto con las obras de Wilhelm Dilthey y Martin Heidegger. También sería por su relación con Groethuysen que conocería a Brice Parain, Francis Ponge, Jean Tardieu, y Jean Paulhan, entre otros intelectuales destacados.
En octubre de 1940 sería parte de un grupo de estudiantes e investigadores revolucionarios (François Cuzin, Simone Devouassoux, Yvonne Picard, entre otros), sin afiliación específica, bautizado irónicamente como "el Zoo". Confeccionaron y distribuyeron un periódico titulado "Sous la Botte" ("Bajo la bota"). Su primer puesto de naturaleza educativa fue en el Lycée Charlemagne, en el barrio del Marais, donde a final de curso los alumnos judíos desaparecían de clase sin previo aviso. En 1941, fue director del Lycée Rollin, donde también enseñaba Daniel Decourdemanche, profesor alemán y miembro de la resistencia conocido como Jacques Decour. Bajo este nombre y por sus acciones, fue fusilado en 1944 por los nazis, a la edad de 34 años. Este era amigo íntimo de Desanti. Ese mismo año, el "Zoo", a través de Maurice Merleau-Ponty, entró en contacto con Jean-Paul Sartre, recientemente repatriado de su stalag. Con su colaboración, la de Simone de Beauvoir, Desanti y sus amigos, nació Socialisme et Liberté.
Aprobó el curso de agregación en filosofía en 1942, bajo la supervisión de Maurice Clavel. El matrimonio se afilió en 1942 al Movimiento Nacional contra el Racismo y, en diciembre del mismo año, a través de Jean Pérus, al Frente Nacional. Por estos años, su visión de la disciplina estaba clara: toda filosofía debía trascender hacia la praxis, y el filósofo debía intervenir en la intersección del saber y el poder. Se unió al Partido Comunista Francés en 1943 con su esposa Dominique Desanti. Formó parte del consejo de redacción de la Nouvelle Critique, y en 1950 publicó el texto Science bourgeoise et science proletarienne con Raymond Guyot, Francis Cohen y Gérard Vassails; todo parte de una campaña del Partido Comunista Francés para apoyar el lysenkoísmo y el realismo socialista. Dimitiría el Partido Comunista Francés en 1956, en solidaridad con los miembros expulsados o que habían abandonado la redacción: Henri Lefebvre, Annie Kriegel, Victor Leduc, Pierre Gaudibert y Lucien Sebag. Poco más tarde, en 1958, abandonaría la Nouvelle Critique bajo hostigamiento del propio partido. No se alejaría del mundo literario, ayudando a fundar la revista Voies nouvelles, en un intento de acercar a simpatizantes del partido a las posiciones defendidas por Palmiro Togliatti. Su relación con el partido se reconfiguraría en 1963 con la publicación de Phénoménologie et praxis. En esta obra, Desanti intentó redefinir las modalidades de la crítica marxista, mostrando que no se podía criticar una filosofía exógenamente, error en el que típocamente incurría la intelectualidad marxista, afirmando la falsedad de otras propuestas filosóficas por su incompatibildad con los 'principios' del marxismo-leninismo, aceptados acríticamente como verdaderos. Esta visión ponderada de la crítica filosófica a otros sistemas se oponía a la planteada por otros filósofos comunistas de la época, en particular Roger Garaudy y Lucien Sève.

### Madurez intelectual y perfil académico
Desanti enseñó filosofía en una gran cantidad de instituciones. Entre ellas se pueden destacar la Escuela Normal Superior, el Lycée Lakanal, la École normale supérieure de Saint-Cloud y la Sorbona. Entre sus estudiantes resaltan las figuras de Michel Foucault, Jean-Michel Vappereau, Jean-Gérard Bursztein y Louis Althusser. Se volvió cercano a Jacques Lacan. Dirigió las tesis doctorales de Jacques Derrida, Daniel Roche, Jacques Rancière y Souleymane Bachir Diagne. Con la publicación de obras como Les Idéalités mathématiques. Recherches épistémologiques sur le développement de la théorie des fonctions de variables réelles (1968) y La philosophie silencieuse ou critique des philosophies de la science (1975), Desanti se consagraría como filósofo de las matemáticas.

### Autocrítica y momentos finales
Ya en su senectud, Desanti renegó de su pasado marxista y denunció los excesos de la ideología. En l'Introduction à la phénoménologie (1976), Desanti denunciaría la ficción especulativa de un "yo puro" que sería la base de una "filosofía primitiva". Sus escritos finales centran su atención en grandes asuntos y problemas de la actualidad internacional, como la violencia, el valor y las creencias. Murió menos de tres semanas después de someterse a una cirugía de triple baipás coronario el 20 de enero del 2002 en París, a la edad de 87 años.

## Filosofía
Desanti publicó dos grupos de obras, aunque la división de estilos y temas no se encuentra estrictamente dada.

### Primer Grupo:Filosofía de las matemáticas
En Les Idéalités mathématiques y en La philosophie silencieuse ou critique des philosophies de la science, Desanti contribuyó notablemente a la epistemología de las matemáticas y ofreció una reflexión filosófica más general sobre el estatuto de la "mathèsis". Su originalidad reside en su decisión de dejar de lado los problemas tradicionales del criterio o estatuto de la verdad matemática, tanto en su forma platónica (demarcación entre la certeza propia de los objetos ideales y la incertidumbre de los objetos sensibles) como en su forma trascendental (definición del a priori del conocimiento, en particular sus propias "intuiciones") o en su forma positivista (descripción de los procedimientos de formalización y de su semántica), para abordar otra cuestión, la de las "mediaciones" a través de las cuales una teoría matemática "ingenua" o elemental se abre a su propia generalización y, en consecuencia, a su refundación en términos más abstractos.
Para Desanti, las idealidades no son tanto seres matemáticos como los sucesivos gérmenes de la matematización: "teorías-objeto", "formas axiomáticas", regiones "ciegas", "tematizadas" o "no tematizadas"; cuya tensión no cesa de reactivar significados sedimentados y de permitir la movilidad de la conciencia teórica del matemático. Las idealidades implican releer, es decir, aprender los textos matemáticos para reproducir su secuencia y analizar cómo inscriben en el pensamiento las características de la concreción. En su tesis, habla de conjuntos analíticos. En su planteamiento de las "regiones ciegas del campo", utiliza como ejemplo la obra de Henri León Lebesgue.
Desanti generaliza este método en La philosophie silencieuse, en forma de crítica a los discursos filosóficos que intentan (desde Platón hasta Georg Wilhelm Friedrich Hegel y Edmund Husserl) "interiorizar" o "absorber" los enunciados científicos. La tarea que se propone Desanti, tras reproducir la secuencia de los conceptos e identificar las operaciones de su "producción", es identificar las lagunas del saber constituido, o formular los "problemas del tercer tipo" que, teniendo que ver con la naturaleza de los objetos de este saber, nos obligan a repensar sus límites de forma crítica.

### Segundo Grupo: Temps, pouvoirs, discours
El segundo grupo de obras de Desanti está formado por charlas pronunciadas ante discípulos que le pidieron que aclarase o desarrollase un punto (Le philosophe et les pouvoirs, Réflexions sur le temps, Philosophie: un rêve de flambeur). Tres son los principales regímenes temáticos que Desanti aborda: la naturaleza del tiempo, la cuestión de la constitución o cristalización de la subjetividad (significación cosificada) y la actividad discursiva (y dialógica) de la filosofía.

## Obras

### Libros
- Retour à Berkeley in Mésaventures de l’anti-marxisme – Les malheurs de M. Merleau-Ponty (ouvrage collectif), París, Éditions Sociales, 1956; p. 107-124.
- Introduction à l'histoire de la philosophie, La Nouvelle Critique, París, 1956; réédité sous le titre Introduction à l’histoire de la philosophie suivi de Esquisse d’un second volume, Presses universitaires de France (Quadrige), París, 2006.
- Phénoménologie et praxis, Éditions Sociales (Essais), París, 1963; réédité sous le titre Introduction à la phénoménologie, Gallimard, París, 1976, 1994.
- Les Idéalités mathématiques. Recherches épistémologiques sur le développement de la théorie des fonctions de variables réelles, Éditions du Seuil (L'ordre philosophique), París, 1968, 2008.
- La philosophie silencieuse ou critique des philosophies de la science, Éditions du Seuil (L’ordre philosophique), París, 1975.
- Le philosophe et les pouvoirs. Entretiens avec Pascal Lainé et Blandine Barret-Kriegel, Calmann-Lévy, París, 1976; réédité sous le titre Le philosophe et les pouvoirs et autres dialogues, Hachette (Pluriel), París, 2008.
- Un destin philosophique, Grasset (Figures), París, 1982; rééd. Hachette (Pluriel), París, 2008.
- Réflexions sur le temps (Variations philosophiques 1). Conversations avec Dominique-Antoine Grisoni, Grasset (Figures), París, 1992.
- Philosophie : un rêve de flambeur (Variations philosophiques 2). Conversations avec Dominique-Antoine Grisoni, Grasset (Figures), París, 1999.
- La peau des mots. Réflexions sur la question éthique. Conversations avec Dominique-Antoine Grisoni, Éditions du Seuil (L’ordre philosophique), París, 2004.
- Une pensée captive. Articles de La Nouvelle Critique (1948-1956), Presses universitaires de France (Quadrige), París, 2008.
- Mathesis, idéalité et historicité, ENS éditions (La croisée des chemins), Lyon, 2015.

### Audio
- L'anthologie sonore. (Enregistrements 1969-2000), 3CD audio, INA et Frémeaux & Associés, París, 2009.

### En coautoría
- La liberté nous aime encore. Avec Roger-Pol Droit, Éditions Odile Jacob, París, 2001.